# Adams Barracks
Die Adams Barracks waren eine Kaserne in der mittelfränkischen Stadt Zirndorf.

## Geschichte

### Gendarmerie-Kaserne
Bereits in der Zeit vor dem Zweiten Weltkrieg bestand am Zirndorfer Stadtteil Hirtenacker eine Kaserne, in welcher Verbände der Gendarmerie stationiert waren. Diese militärisch gegliederten Polizeikräfte gehörten in der Zeit des Nationalsozialismus dem System der Ordnungspolizei an.
Im späteren Verlauf des Krieges waren auch Einheiten der in die Struktur der Ordnungspolizei eingegliederten Feuerschutzpolizei hier untergebracht. So war Mitte 1942 unter anderem der Regimentsstab des III. Feuerwehrregimentes der Feuerschutzpolizei zur Sicherstellung des Brandschutzes der nahen Großstadt Nürnberg nach Bombenangriffen in der Zirndorfer Gendarmerie-Kaserne stationiert.

### Adams Barracks
Nach dem Krieg nutzte die US Army die Einrichtungen fort und benannte die Kaserne in Adams Barracks um. Stationiert waren hier die Einheiten des 16. (US) Infanterie-Regiments, einem Verband, welchem auch der Namensgeber der ebenfalls in Zirndorf befindlichen Pinder Barracks, John J. Pinder Jr. angehörte. Weiterhin waren Stabs- und Unterstützungseinheiten weiterer benachbarter Truppenteile in der Kaserne untergebracht.
Bereits in den frühen 1950er Jahren wurden allerdings die Einheiten der Nuernberg Military Community neu strukturiert und die Adams Barracks für amerikanische Verbände aufgelassen.

### Zentrale Aufnahmeeinrichtung für Asylbewerber (ZAE)
Im April 1955 wurde mit Zustimmung des US Escapee Programms (UEP) die als Folge des Krieges immer noch unter Beschlagnahme stehende Adams Barracks dem Freistaat Bayern als Sammellager für Ausländer zur Verfügung gestellt, unter der Bezeichnung als Gendarmerie-Kaserne in der Bestimmung des Sammellagers für Ausländer in Zirndorf (Krs. Fürth) (1955) des Bundesministeriums des Innern, mit einer damaligen Aufnahmekapazität von 350 Plätzen.
Im Jahr 1961 wurde das Bundesamt für die Anerkennung ausländischer Flüchtlinge in die Nachbarschaft der Aufnahmeeinrichtung verlegt. In den weiteren Folgejahren wurde die Zentrale Aufnahmeeinrichtung für Asylbewerber in Zirndorf als Durchgangsstation für Asylsuchende vor ihrer Weiterverteilung auf die Länder bundesweit bekannt.
Damit war aus einer polizeilichen und militärischen Kaserne eine erste Anlaufstelle für in Deutschland asylsuchende Personen geworden.